# Nelly Cormon
Pour les articles homonymes, voir Cormon.

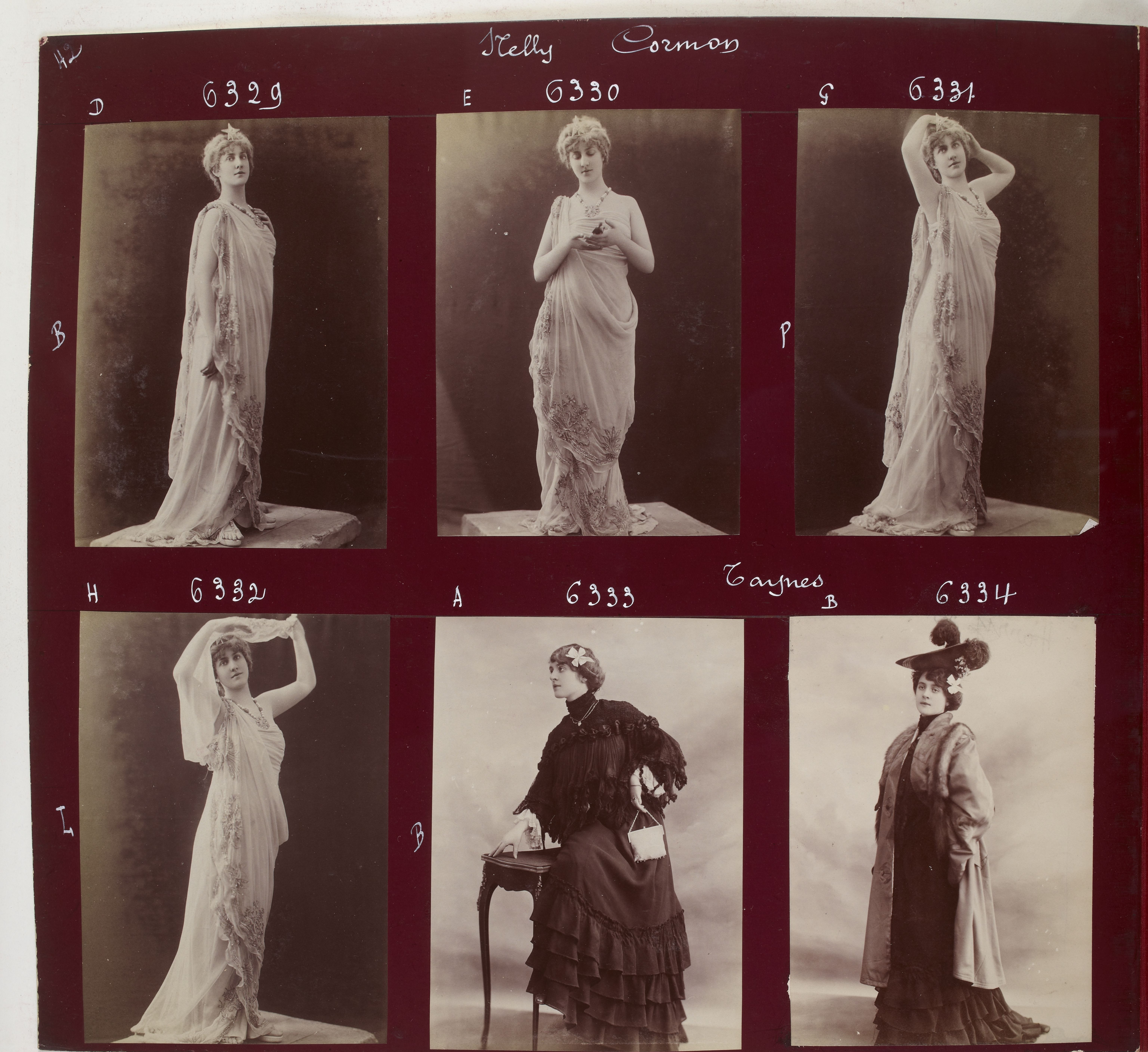
Nelly Cormon, photographies par Jean Reutlinger.

Marie Nelly Cormon, née le 15 décembre 1877 à Bourges et morte le 30 avril 1942 à Sorel-Moussel (Eure-et-Loir), est une actrice française de théâtre et de cinéma. 

## Biographie
Son père, Auguste Dieudonné Constant Cormon, né en 1844 à Cuchery, département de la Marne en région Grand Est et décédé le 24 janvier 1901, était professeur au Lycée Charlemagne à Paris. Il obtient l’agrégation de grammaire en 1883. Sa mère s'appelait Marie Clarisse Aline Quantin. Son frère, Pierre François, est né à Bourges, dans le département du Cher en région Centre-Val de Loire le 10 juillet 1876. Il était médecin et fut décoré de la Croix de guerre et fait Chevalier de la Légion d’honneur.
Nelly est admise au Conservatoire de Paris en piano chez le professeur Raoul Pugno. Elle en sort à l’âge de quinze ans avec plusieurs prix.
Elle se marie à la mairie du 1er arrondissement de Paris, le 10 décembre 1923 avec Gaston Georges Olmer, industriel. Elle est domiciliée, à ce moment-là, 5, avenue de l’Opéra.
Elle a vécu de 1920 à 1925 à La Chapelle-Saint-Mesmin. L'un des films dans lequel elle joue aurait été tourné en partie vers cette époque sur la place du bourg,.

## Théâtre
- 1903 : L'Épave, drame en 5 actes de Georges Le Faure et Eugène Gugenheim, au théâtre du Gymnase (17 octobre) : Louise de Montenoi[8],[9]
- 1903 : Le Retour de Jérusalem, comédie en 4 actes de Maurice Donnay, au théâtre du Gymnase (3 décembre) : Suzanne d'Aubier[10]
- 1905 : Le Masque d'amour, drame en 5 actes et 9 tableaux de Daniel Lesueur, mise en scène d'André Calmettes, au théâtre Sarah-Bernhardt (10 octobre) : Micheline de Valcor
- 1905 : Pour la Couronne, drame en 5 actes, en vers, de François Coppée, au théâtre Sarah-Bernhardt (novembre) : Militza[11]
- 1906 : Le Frisson de l'Aigle, drame historique en 5 actes et 6 tableaux de Paul Gavault, au théâtre Sarah-Bernhardt (27 janvier) : Pauline Bonaparte
- 1906 : Les Nuées, comédie en 4 actes  d’Aristophane, adaptation de Sacha Guitry, au Théâtre des Arts (29 décembre) : la première Nuée[12]
- 1907 : Les Deux gosses, drame en 5 actes et 8 tableaux de Pierre Decourcelle, au théâtre de la Porte-Saint-Martin (18 mai)
- 1907 : Monsieur de Courpière, comédie en 4 actes d'Abel Hermant, au théâtre de l'Athénée (7 novembre) : Madame Arrow
- 1909 : La Maison de danses, pièce en 4 actes et 5 tableaux de Fernand Nozière et Charles Müller d'après le roman de Paul Reboux, au théâtre du Vaudeville (13 novembre) : Dolorès
- 1910 : La Barricade, pièce en 4 actes de Paul Bourget, au théâtre du Vaudeville (7 janvier) : Aline Derivière
- 1910 : Le Rubicon, comédie en 3 actes d'Édouard Bourdet au théâtre des Variétés (février) : Germaine[13]
- 1911 : La Flambée, pièce en 3 actes d'Henry Kistemaeckers fils, au théâtre de la Porte-Saint-Martin (7 décembre) : Claire de Beaulieu[14]
- 1913 : Le Chèvrefeuille, pièce en 3 actes de Gabriele d'Annunzio, au théâtre de la Porte-Saint-Martin (14 décembre) : Hélissent de la Coldre
- 1916 : Jean de La Fontaine, comédie en 4 actes de Sacha Guitry, au théâtre des Bouffes-Parisiens ((17 décembre) : Ninon de Lenclos
- 1917 : Petite reine, comédie en 3 actes d'Albert Willemetz, au théâtre du Gymnase (17 septembre) : Suzan Quinneys
- 1921 : Le Caducée, pièce en 4 actes d'André Pascal, au théâtre de la Renaissance (5 février, reprise le 2 juin) : la comtesse d'Orsant
- 1923 : L'Homme enchaîné, pièce en 3 actes d'Édouard Bourdet, au théâtre Fémina (7 novembre)
- 1928 : Napoléon IV, pièce en 3 actes et 4 tableaux, en vers, de Maurice Rostand, mise en scène d'Émile Couvelaire, au théâtre de la Porte-Saint-Martin (15 septembre) : l'impératrice Eugénie
- 1932 : Le Favori, pièce en 3 actes de Martial Piéchaud, au théâtre de l'Odéon (30 novembre) : Madame Franchart

## Cinéma
- 1909 : On ne badine pas avec l'amour d'après la pièce d'Alfred de Musset [réalisateur anonyme] : Rosette
- 1910 : L'Arrestation de la duchesse de Berry d'André Calmettes : la duchesse de Berry
- 1910 : La Mort du duc d'Enghien en 1804 d'Albert Capellani[15]
- 1910 : La Mésaventure du capitaine Clavaroche d'André Calmettes : Jacqueline Clavaroche[16]
- 1911 : Pour l'Empereur d'André Calmettes et Henri Pouctal : Madame de La Bédoyère
- 1911 : Le Pardon d'Henri Pouctal
- 1912 : La Grande Marnière d'Henri Pouctal
- 1912 : Chaînes rompues d'Henri Pouctal
- 1912 : Pour la couronne d'Henri Pouctal
- 1912 : Marion de Lorme d'Albert Capellani : Marion de Lorme
- 1912 : Les Plumes de paon d'Henri Pouctal
- 1912 : Les Chandeliers de Léonce Perret
- 1912 : Le Saltimbanque d'Henri Pouctal
- 1912 : Joséphine impératrice / Impératrice et reine d'Henri Pouctal : Joséphine de Beauharnais
- 1912 : La Camargo d'Henri Pouctal
- 1912 : Les Trois Mousquetaires d'André Calmettes et Henri Pouctal : Milady de Winter
- 1912 : Le Manteau de zibeline d'Henri Pouctal
- 1913 : L'Inspiratrice, réalisateur anonyme : Rose et Blanche Morel
- 1913 : La Comtesse Sarah d'Henri Pouctal
- 1913 : Frères ennemis d'Henri Pouctal
- 1913 : Un sauvetage d'Henri Pouctal
- 1913 : Une aventure de Jack Johnson, champion de boxe toutes catégories du monde d'Henri Pouctal
- 1913 : Serge Panine d'Henri Pouctal
- 1913 : Le Trait d'union d'Henri Pouctal
- 1914 : L'Alibi d'Henri Pouctal : Madeleine Laroche
- 1916 : Les Flambeaux d'Henri Pouctal
- 1918 : Marion Delorme d'Henry Krauss : Marion Delorme
- 1918 : Le Comte de Monte-Cristo, film en 8 époques d'Henri Pouctal : Mercédès
- 1928 : Madame Récamier de Tony Lekain et Gaston Ravel : Juliette Récamier âgée[17].